# Station Tanikawa
Station Tanikawa  (谷川駅,  Tanikawa-eki) is een spoorwegstation in de Japanse stad Tamba in de prefectuur Hyōgo. Het wordt aangedaan door de Fukuchiyama-lijn en de Kakogawa-lijn, waarvan het station het eindpunt is. Er zijn drie sporen, gelegen aan twee perrons.  De sporen voor de Fukuchiyama-lijn worden voor beide richtingen gebruikt.

## Treindienst

### JR West
| 1,2  | ■ Fukuchiyama-lijn | richting Sasayamaguchi en Sanda   |
| 1, 2 | ■ Fukuchiyama-lijn | richting Fukuchiyama              |
| 4    | ■ Kakogawa-lijn    | richting Nishiwakishi en Kakogawa |

## Geschiedenis
Het station werd in 1899 geopend aan de Fukuchiyama-lijn. In 1924 werd het station de eindhalte van de Kakogawa-lijn.

## Stationsomgeving
- Sekigan-tempel
- Sasayama-rivier

(JR Kioto-lijn<<) ·  Ōsaka ·  Tsukamoto ·  Amagasaki ·  Tsukaguchi ·  Inadera ·  Itami ·  Kita-Itami ·  Kawanishi-Ikeda ·  Nakayamadera ·  Takarazuka ·  Namaze ·  Nishinomiyanajio ·  Takedao ·  Dōjō ·  Sanda ·  Shin-Sanda ·  Hirono ·  Aino ·  Aimoto ·  Kusano ·  Furuichi ·  Minami-Yashiro ·  Sasayamaguchi ·  Tamba-Oyama ·  Shimotaki ·  Tanikawa ·  Kaibara ·  Isō ·  Kuroi ·  Ichijima ·  Tamba-Takeda ·  Fukuchiyama · (>>Sanin-lijn)